# Казенове (Перуђа)
Казенове је насеље у Италији у округу Перуђа, региону Умбрија.
Према процени из 2011. у насељу је живело 180 становника. Насеље се налази на надморској висини од 577 м.